# Tiro ai Giochi della XXVIII Olimpiade
Le competizioni di tiro a segno e tiro a volo alle olimpiadi estive di Atene si sono svolte dal 14 al 22 agosto 2004 al Markopoulo Olympic Shooting Centre di Markopoulo Mesogaias.

## Podi

### Uomini
| Evento                               | Oro              | Perform. | Argento                    | Perform. | Bronzo                | Perform. |
| Carabina                             |                  |          |                            |          |                       |          |
| 10 m aria compressa (dettagli)       | Zhu Qinan        | 702.7    | Li Jie                     | 701.3    | Jozef Gonci           | 697.4    |
| 50 m tre posizioni (dettagli)        | Jia Zhanbo       | 1,264.5  | Michael Anti               | 1,263.1  | Christian Planer      | 1,262.8  |
| 50 m a terra (dettagli)              | Matthew Emmons   | 703.3    | Christian Lusch            | 702.2    | Sjarhej Martynaŭ      | 701.6    |
| Pistola                              |                  |          |                            |          |                       |          |
| 10 m aria compressa (dettagli)       | Wang Yifu        | 690.0    | Michail Nestruev           | 689.8    | Vladimir Isakov       | 684.3    |
| 25 m automatica (dettagli)           | Ralf Schumann    | 694.9    | Sergej Poljakov            | 692.7    | Sergej Alifirenko     | 692.3    |
| 50 m (dettagli)                      | Michail Nestruev | 663.3    | Jin Jong-Oh                | 661.5    | Kim Jong-su           | 657.7    |
| Tiro a volo                          |                  |          |                            |          |                       |          |
| Fossa olimpica (dettagli)            | Aleksei Alipov   | 149      | Giovanni Pellielo          | 146      | Adam Vella            | 145      |
| Doppia fossa olimpica (dettagli)     | Ahmed Al Maktoum | 189      | Rajyavardhan Singh Rathore | 179      | Wang Zheng            | 178      |
| 10 metri bersaglio mobile (dettagli) | Manfred Kurzer   | 682.4    | Aleksandr Blinov           | 678.0    | Dmitrij Lykin         | 677.1    |
| Skeet (dettagli)                     | Andrea Benelli   | 149      | Marko Kemppainen           | 149      | Juan Miguel Rodríguez | 147      |

### Donne
| Evento                           | Oro             | Perform. | Argento            | Perform. | Bronzo                 | Perform. |
| Carabina                         |                 |          |                    |          |                        |          |
| 10 m aria compressa (dettagli)   | Du Li           | 502.2    | Ljubov' Galkina    | 501.5    | Kateřina Kůrková       | 501.5    |
| 50 m tre posizioni (dettagli)    | Ljubov' Galkina | 688.4    | Valentina Turisini | 685.9    | Wang Chengyi           | 685.4    |
| Pistola                          |                 |          |                    |          |                        |          |
| 10 m aria compressa (dettagli)   | Olena Kostevyč  | 483.3    | Jasna Šekarić      | 483.3    | Maria Grozdeva         | 482.3    |
| 25 m (dettagli)                  | Maria Grozdeva  | 688.2    | Lenka Hyková       | 687.8    | İradə Aşumova          | 687.3    |
| Tiro a volo                      |                 |          |                    |          |                        |          |
| Fossa olimpica (dettagli)        | Suzanne Balogh  | 88       | María Quintanal    | 84       | Lee Bo-na              | 83       |
| Doppia fossa olimpica (dettagli) | Kim Rhode       | 146      | Lee Bo-na          | 145      | Gao E                  | 142      |
| Skeet (dettagli)                 | Diana Igaly     | 97       | Wei Ning           | 93       | Zemfira Meftahətdinova | 93       |

## Medagliere
| Posizione | Paese               |    |    |    | Totale |
| --------- | ------------------- | -- | -- | -- | ------ |
| 1         | Cina                | 4  | 2  | 3  | 9      |
| 2         | Russia              | 3  | 4  | 3  | 10     |
| 3         | Germania            | 2  | 1  | 0  | 3      |
| 3         | Stati Uniti         | 2  | 1  | 0  | 3      |
| 5         | Italia              | 1  | 2  | 0  | 3      |
| 6         | Australia           | 1  | 0  | 1  | 2      |
| 6         | Bulgaria            | 1  | 0  | 1  | 2      |
| 8         | Ucraina             | 1  | 0  | 0  | 1      |
| 8         | Ungheria            | 1  | 0  | 0  | 1      |
| 8         | Emirati Arabi Uniti | 1  | 0  | 0  | 1      |
| 11        | Corea del Sud       | 0  | 2  | 1  | 3      |
| 12        | Rep. Ceca           | 0  | 1  | 1  | 2      |
| 13        | Finlandia           | 0  | 1  | 0  | 1      |
| 13        | India               | 0  | 1  | 0  | 1      |
| 13        | Serbia e Montenegro | 0  | 1  | 0  | 1      |
| 13        | Spagna              | 0  | 1  | 0  | 1      |
| 17        | Azerbaigian         | 0  | 0  | 2  | 2      |
| 18        | Austria             | 0  | 0  | 1  | 1      |
| 18        | Bielorussia         | 0  | 0  | 1  | 1      |
| 18        | Cuba                | 0  | 0  | 1  | 1      |
| 18        | Corea del Nord      | 0  | 0  | 1  | 1      |
| 18        | Slovacchia          | 0  | 0  | 1  | 1      |
| Totale    | Totale              | 17 | 17 | 17 | 45     |

## Nazioni partecipanti
390 tiratori (253 uomini e 137 donne) provenienti da 106 nazioni parteciparono ai Giochi olimpici di Atene:
- Andorra (1)
- Argentina (3)
- Armenia (1)
- Australia (21)
- Austria (5)
- Azerbaigian (2)
- Bahrein (1)
- Bangladesh (1)
- Barbados (1)
- Bielorussia (9)
- Belgio (1)
- Bolivia (1)
- Bosnia ed Erzegovina (1)
- Brasile (1)
- Bulgaria (3)
- Canada (2)
- Cile (1)
- Cina (26)
- Taipei cinese (2)
- Colombia (3)
- Costa Rica (1)
- Croazia (1)
- Cuba (8)
- Cipro (2)
- Rep. Ceca (8)
- Danimarca (5)
- Rep. Dominicana (1)
- Ecuador (1)
- Egitto (5)
- El Salvador (1)
- Estonia (1)
- Figi (1)
- Finlandia (6)
- Francia (8)
- Georgia (1)
- Germania (20)
- Gran Bretagna (6)
- Grecia (11)
- Guatemala (1)
- Hong Kong (1)
- Ungheria (8)
- India (8)
- Indonesia (1)
- Iran (1)
- Irlanda (1)
- Israele (2)
- Italia (13)
- Giamaica (1)
- Giappone (9)
- Kazakistan (4)
- Corea del Nord (3)
- Corea del Sud (16)
- Kuwait (5)
- Kirghizistan (1)
- Lettonia (1)
- Libano (1)
- Liechtenstein (1)
- Lituania (1)
- Macedonia (1)
- Malaysia (2)
- Malta (1)
- Messico (1)
- Moldavia (1)
- Monaco (1)
- Mongolia (1)
- Namibia (1)
- Nepal (1)
- Paesi Bassi (3)
- Nuova Zelanda (2)
- Nicaragua (1)
- Norvegia (5)
- Oman (1)
- Pakistan (1)
- Perù (1)
- Filippine (1)
- Polonia (5)
- Portogallo (2)
- Porto Rico (1)
- Qatar (2)
- Romania (2)
- Russia (24)
- San Marino (2)
- Arabia Saudita (1)
- Serbia e Montenegro (3)
- Singapore (1)
- Slovacchia (3)
- Slovenia (1)
- Sudafrica (1)
- Spagna (4)
- Sri Lanka (1)
- Svezia (8)
- Svizzera (5)
- Siria (1)
- Tagikistan (1)
- Thailandia (2)
- Trinidad e Tobago (1)
- Turchia (1)
- Turkmenistan (1)
- Ucraina (11)
- Emirati Arabi Uniti (2)
- Stati Uniti (21)
- Uzbekistan (2)
- Venezuela (1)
- Vietnam (1)
- Isole Vergini Americane (1)
- Zimbabwe (1)